# Список населённых пунктов Тоншаевского района Нижегородской области
| Образование                                         | Населённые пункты в составе образования |
| --------------------------------------------------- | --- |
| Рабочий посёлок Пижма                               | р. п. Пижма |
| Рабочий посёлок Тоншаево                            | р. п. Тоншаево д. Большие Луги д. Большой Лом д. Вича д. Зотово п. Кировский д. Красное Александровское д. Куженер д. Лопатино д. Малое Тоншаево д. Малые Луги д. Ошары д. Средние Луги д. Трифоново д. Фирстово д. Юленурка |
| Рабочий посёлок Шайгино                             | р. п. Шайгино |
| Березятский сельсовет                               | д. Березята д. Воскресенское д. Гагаринское д. Малокаменское д. Малый Лом д. Матвеевское д. Трехречье д. Черный Курнуж |
| Большекувербский сельсовет адм. центр в р. п. Пижма | д. Большая Куверба д. Втюринское д. Горинцы д. Енаево д. Крутогор д. Кузьминское д. Маяки д. Петровское д. Питер д. Пурлы д. Трошонки д. Фадеево д. Ширта д. Янгарка                                                         |
| Кодочиговский сельсовет                             | д. Кодочиги д. Большая Лумарь д. Ломина д. Малая Лумарь д. Мирянга д. Писари д. Шатташкем п. Южный |
| Ложкинский сельсовет                                | с. Вякшенер д. Большие Ашкаты д. Дупляки д. Ивановское 1-е д. Крутой 1-е д. Малые Ашкаты д. Письменер с. Письменер д. Большая Пустошка д. Сухой Овраг                                                                        |
| Одошнурский сельсовет                               | п. Буреполом д. Большой Буреполом д. Большой Одошнур д. Малый Буреполом д. Малый Одошнур п. Шерстки |
| Ошминский сельсовет                                 | с. Ошминское д. Веселово д. Ворожцово д. Заошминцы д. Коржавино д. Крутик д. Кузенер д. Марково д. Шименер д. Шукшум |
| Увийский сельсовет                                  | д. Большие Селки п. лесоучастка Арбинский д. Колдырята д. Луговка д. Малые Селки д. Пекшик д. Плащенер д. Ромачи д. Шимбуй                                                                                                   |

## Источник
Населённые пункты Тоншаевского района